# Le Noirmont (montagne)
Ne doit pas être confondu avec Le Noirmont.
Pour les articles homonymes, voir Noirmont (homonymie).
Le Noirmont est un sommet du massif du Jura culminant à 1 567 m (ou 1 568 m selon les sources) d'altitude, situé dans le canton de Vaud, en Suisse.

## Toponymie
Le nom Noirmont n'évoque pas une couleur noire du sommet mais une apparence générale sombre due aux pentes boisées de cette montagne. Le mot noir et les différents dérivés en patois locaux de Suisse romande désignent souvent des cimes boisées.

## Géographie

### Situation
Le Noirmont constitue un des derniers sommets du massif du Jura avant que celui-ci ne redescende sur le Plateau suisse. Son sommet se trouve en Suisse et la frontière franco-suisse passe sur le bas de ses pentes nord-ouest. Le sommet est inclus dans le périmètre de la commune suisse d'Arzier-Le Muids. À l'ouest, côté français, il domine le village des Rousses, ainsi que le lac du même nom.

### Géologie
Le Noirmont est principalement constitué de calcaires du Malm et du Crétacé, ainsi que de quelques niveaux marneux. La combe centrale du Creux de Croue est constituée à la base de marno-calcaires de l'Argovien, puis de calcaires organogènes, graveleux et oolithiques du Rauracien et du Séquanien. Les crêts et les flancs supérieurs sont constitués de calcaires sublithographiques et marneux du Kimméridgien ; la partie médiane des flancs est constituée de calcaires dolomitiques du Portlandien et la base du flanc de la vallée de Joux possède un soubassement marno-calcaire datant du Valanginien qui l'on retrouve aussi dans la petite combe du flanc oriental, en contact direct avec les calcaires kimméridgiens. Dans le fond du Creux de Croue, on trouve également des débris morainiques, ainsi que des tourbes,.
Le Noirmont est un petit anticlinal appartenant à la chaîne anticlinale du mont Tendre, orienté vers le sud-sud-ouest.
Sur le versant sud-est du Noirmont coulent différents ruisseaux rejoignant la Promenthouse et l'Asse qui se jettent dans le lac Léman. Sur le versant nord-ouest, d'autres ruisseaux alimentent le lac des Rousses, dans lequel coule l'Orbe affluent de l'Aar. À ce titre, le Noirmont se trouve sur la ligne de partage des eaux entre l'océan Atlantique et la mer Méditerranée.

## Histoire

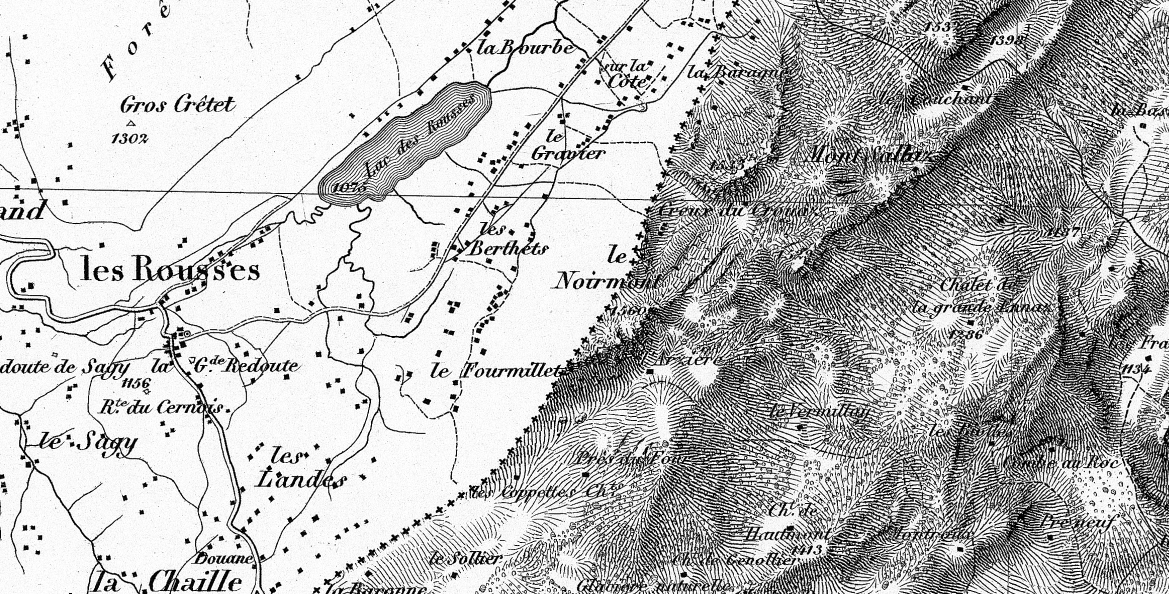
Le Noirmont sur la carte Dufour réalisée entre 1845 et 1864. On y voit la frontière franco-suisse passant au sommet.

Depuis la conquête du pays de Vaud par Berne en 1536, la frontière entre la confédération suisse et la Franche-Comté dans la région des Rousses reste floue. En 1612, Isabelle d'Autriche, qui règne sur la Franche-Comté, tente de trouver un accord avec le conseil de Berne sur le tracé clair d'une frontière dans ce secteur, mais sans succès. Pendant la période entre 1550 et 1640, les Bernois multiplient leurs revendications sur ce territoire et y effectuent de nombreuses incursions. Un traité signé en 1648 place entre autres la frontière entre la comté et la confédération sur la crête du Noirmont ; après la conquête de la Franche-Comté par la France, la frontière ne change pas jusqu'en 1862. Cette année-là, un traité visant à régler le conflit de la vallée des Dappes fit un échange de territoire entre la France et la Suisse. La France obtint le versant occidental de la vallée des Dappes, la Suisse reçut une forêt sur le versant nord-ouest du Noirmont.

## Activités

### Protection de la nature

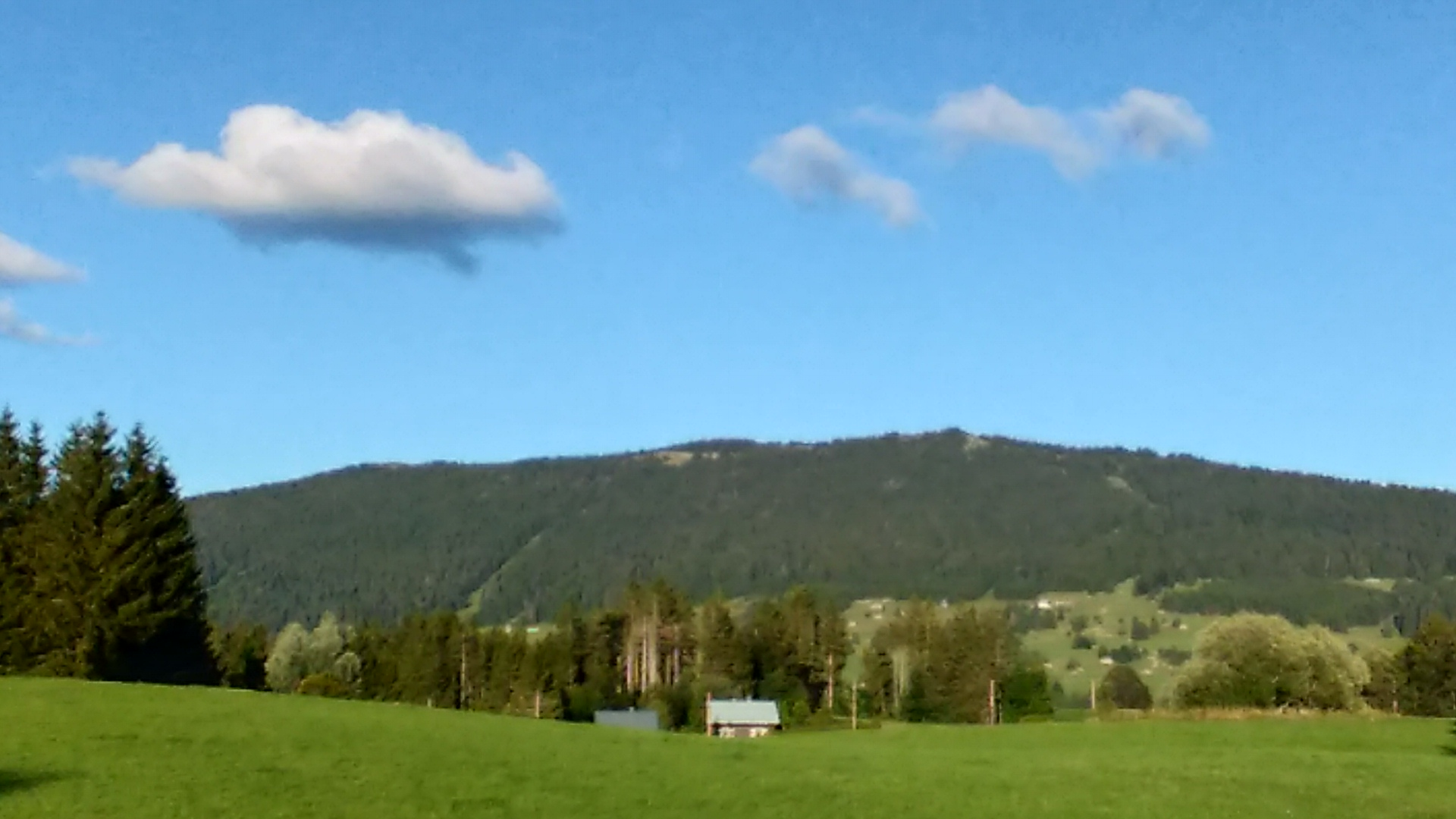
Vue du Noirmont depuis Les Rousses.

Le Noirmont est inclus dans le périmètre du parc naturel régional Jura vaudois, tandis que le pied nord du sommet, en France, est inclus dans le parc naturel régional du Haut-Jura. Le sommet et son secteur nord-est figurent également à l'inventaire des districts francs fédéraux (n°30) ; cette zone est protégée en tant que zone d'habitat varié pour les mammifères et les oiseaux, afin de maintenir les populations de Grand Tétras et protéger les animaux contre les dérangements.

### Tourisme
Au sud-est du sommet se trouve la cabane du Carroz, un refuge de montagne propriété du Club alpin suisse. Sur les pentes du versant nord du Noirmont, des remontées mécaniques de la station des Rousses ont été installées. Elles se trouvent à cheval sur les territoires suisse et français.